# Русская поэзия (сборник, 1893)
«Ру́сская поэ́зия. Собра́ние произведе́ний ру́сских поэ́тов ча́стью в по́лном соста́ве, ча́стью в извлече́ниях», до революц. «Русская поэзія. Собраніе произведеній русскихъ поэтовъ частью въ полномъ составѣ, частью въ извлеченіяхъ, съ важнѣйшими критико-біографическими статьями, библіографическими примѣчаніями и портретами. Издается подъ редакціей С. А. Венгерова». — семитомный русскоязычный сборник текстов и историко-литературная хрестоматия, отразившая развитие русской поэзии, вышедшая в Санкт-Петербурге в 1893—1901 годах под редакцией С. А. Венгерова. По определению редакции, представляет собою «соединеніе значительнаго количества полныхъ собраній стихотвореній русскихъ поэтовъ съ пространною историко-литературною христоматіей произведеній избранныхъ. Главная цѣль изданія — историко-литературная полнота».

## Содержание
В сборник вошли произведения русских стихотворцев: А. А. Аблесимов, П. А. Алексеев, Г. Балдани, И. С. Барков, А. А. Барсов, Н. А. Бекетов, И. Ф. Богданович, А. Т. Болотов, П. Буслаев, П. Белавин, Я. Белявский, А. И. Вельяшева-Волынцева, С. Веницеев, М. И. Веревкин, И. Верещагин, А. Вершницкий, И. И. Виноградов, И. Владыкин, Ф. Г. Волков, С. И. Глебов, И. Голеневский, И. Грачевский, А. Грешищев, Д. Гурчин, К. И. Дараган, Е. Р. Дашкова, П. Денбовцев, Г. Р. Державин, архимандрит Димитрий (Грозинский), И. А. Дмитриевский, Ф. И. Дмитриев-Мамонов, С. Г. Домашнев, А. Л. Дубровский, Екатерина II, И. П. Елагин, императрица Елизавета Петровна, Н. Жарков, П. Жуков, Ф. Задубский, В. Т. Золотницкий, М. В. Зубова, А. Иванененко, И. И. Ильинский, Я. Кантаровский, А. Д. Кантемир, В. В. Капнист, Н. М. Карамзин, А. Г. Карин, Н. Г. Карин, Ф. Г. Карин, С. Климовский, Я. Б. Княжнин, Е. А. Княжнина, Михаил Козачинский, Ф. Я. Козельский, Ф. А. Козловский, О. П. Козодавлев, К. А. Кондратович, Е. И. Костров, А. Котельницкий, И. Кременецкий, П. И. Кузнецова-Горбунова (Шереметева), П. Д. Левашев, Н. В. Леонтьев, М. В. Ломоносов, Н. А. Львов, В. И. Майков, Михайловский, В. И. Монс, М. Н. Муравьев, Н. Е. Муравьев, А. Мятлев, А. Назарьев, А. Нартов, А. В. Нарышкин, В. Нарышкин, С. В. Нарышкин, Ю. А. Нелединский-Мелецкий, Н. П. Николев, Н. П. Осипов, А. Палладоклис, А. И. Перепечин, В. П. Петров, Н. Н. Поповский, М. В. Попов, С. А. Порошин, П. С. Потёмкин, Феофан Прокопович, А. Н. Радищев, Н. Раздеришин, А. Ф. Ржевская, А. А. Ржевский, В. Ф. Романов, В. Г. Рубан, И. Рудаков, М. Г. Собакин, Е. С. Сандунова, В. Д. Санковский, П. С. Свистунов, И. Селецкий, А. П. Сумароков, М. В. Сушнова, А. Тиньков, Н. С. Титов, Н. И. Титова, архимандрит Транквилин, В. К. Тредиаковский, Н. Н. Трубецкой, Д. И. Фонвизнн, П. И. Фонвизин, Ф. Харитоновский, И. И. Хемницер, М. М. Херасков, Г. Хмельницкий, М. Д. Чулков, И. Шишкин, И. И. Шувалов, Ф. Юдин.

## Библиографическое описание
Русская поэзия : Собр. произведений рус. поэтов, частью в полн. составе, частью в извлеч., с важнейшими крит.-биогр. ст., библиогр. примеч. и портр. / Изд. под ред. С. А. Венгерова. Вып. 1-7. — Санкт-Петербург : тип. И. А. Ефрона, 1893—1901. — 7 т.; 28. Вып. 7: 1. Полное собрание стихотворений Ю. А. Нелединского-Мелецкого. — Санкт-Петербург : типо-лит. А. Э. Винеке, 1901. — [2], 143 с. : портр. Вып. 7: 1. Полное собрание стихотворений Ю. А. Нелединского-Мелецкого. — Санкт-Петербург : типо-лит. А. Э. Винеке, 1901. — [2], 143 с. : портр.

## Рецензии
- Городецкий Б. М. Исторический вестник, 1911, № 11, с. 746—748
- М.М. [настоящее имя Мазаев М. Н. ] Исторический вестник, 1893, № 11, с. 587;
- Протопопов М. Русское богатство, 1896, № 6, отд. II, с. 1-19; № 7, отд. II, с. 130—144;
- А. В. [настоящее имя Пыпин А. Н.] Вестник Европы, 1893, № 10, с. 824—825.
- Т. [настоящее имя Пыпин А. Н.] Вестник Европы, 1894, № 8, с. 889—890
- Пыпин А. Н. Вестник Европы, 1897, № 12, с. 858—859